# Guiniforte Solari
Guiniforte (o Boniforte) Solari detto anche Solaro o de Solari (Milano, 1429 circa – Milano, 7 gennaio 1481 circa) è stato uno scultore, architetto e ingegnere italiano.

## Biografia

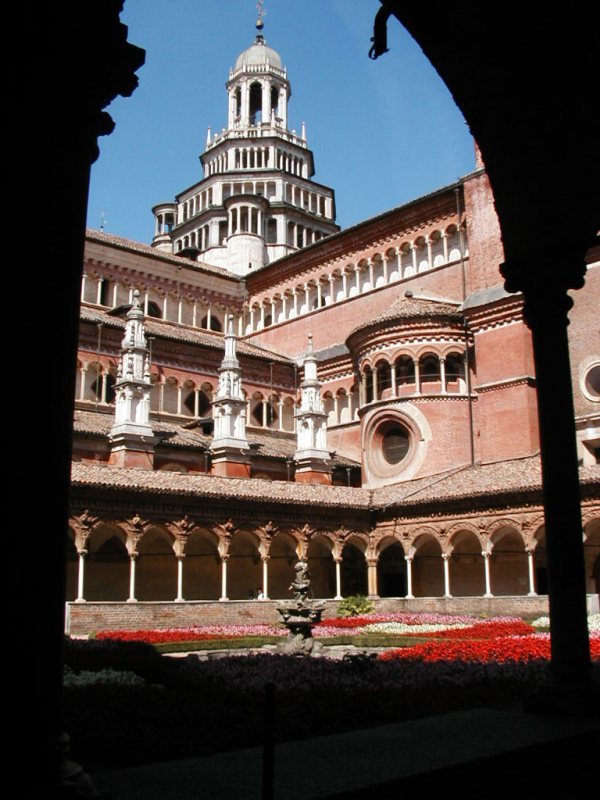
Il Tiburio della Certosa di Pavia, visto dal chiostro

Figlio di Giovanni, fratello di Francesco Solari, fu ingegnere capo del Duomo di Milano dal 1459 alla morte, e dal 1462 ingegnere della certosa di Pavia. Esponente della prolifica famiglia dei Solari di Carona nel Canton Ticino, fu ingegnere capo del Ducato di Milano nel XV secolo. Gli sono attribuite, in questo periodo, le chiese milanesi di Santa Maria delle Grazie, San Pietro in Gessate, Santa Maria Incoronata, Chiesa di Santa Maria della Pace, Santa Maria del Carmine, Santa Maria Bianca del Casoretto, San Bernardino alle Monache e le scomparse Santa Maria del Giardino e Santa Maria della Rosa. Celebri i suoi contrasti con Filarete, chiamato dal Duca Francesco Sforza per rimodernare l'architettura lombarda secondo le novità dell'Umanesimo fiorentino. Solari rappresentava invece la tradizione gotica locale e la perizia costruttiva degli ingegneri lombardi. Dal 1465, successe al Filarete, nella direzione della fabbrica ducale dell'ospedale Maggiore di Milano, dove costruì il cortile dei bagni e il piano superiore del fronte principale.
Alla morte improvvisa, gli successe il figlio Pietro Antonio alla direzione dei cantieri principali del ducato (fabbrica del Duomo, Ospedale Maggiore e Certosa di Pavia).

## Opere
Segue una lista incompleta delle opere architettoniche progettate o in cui prese parte Guiniforte Solari:
- Ca' Granda
- Cappella Portinari
- Castello di Rivalta
- Castello Sforzesco
- Duomo di Milano
- Certosa di Pavia
- Chiesa di San Pietro in Gessate
- Chiesa di Santa Maria delle Grazie (Milano)
- Chiesa di Santa Maria Bianca della Misericordia
- Chiesa di Santa Maria della Pace (Milano)
- Palazzo Premenugi - non più esistente[3]

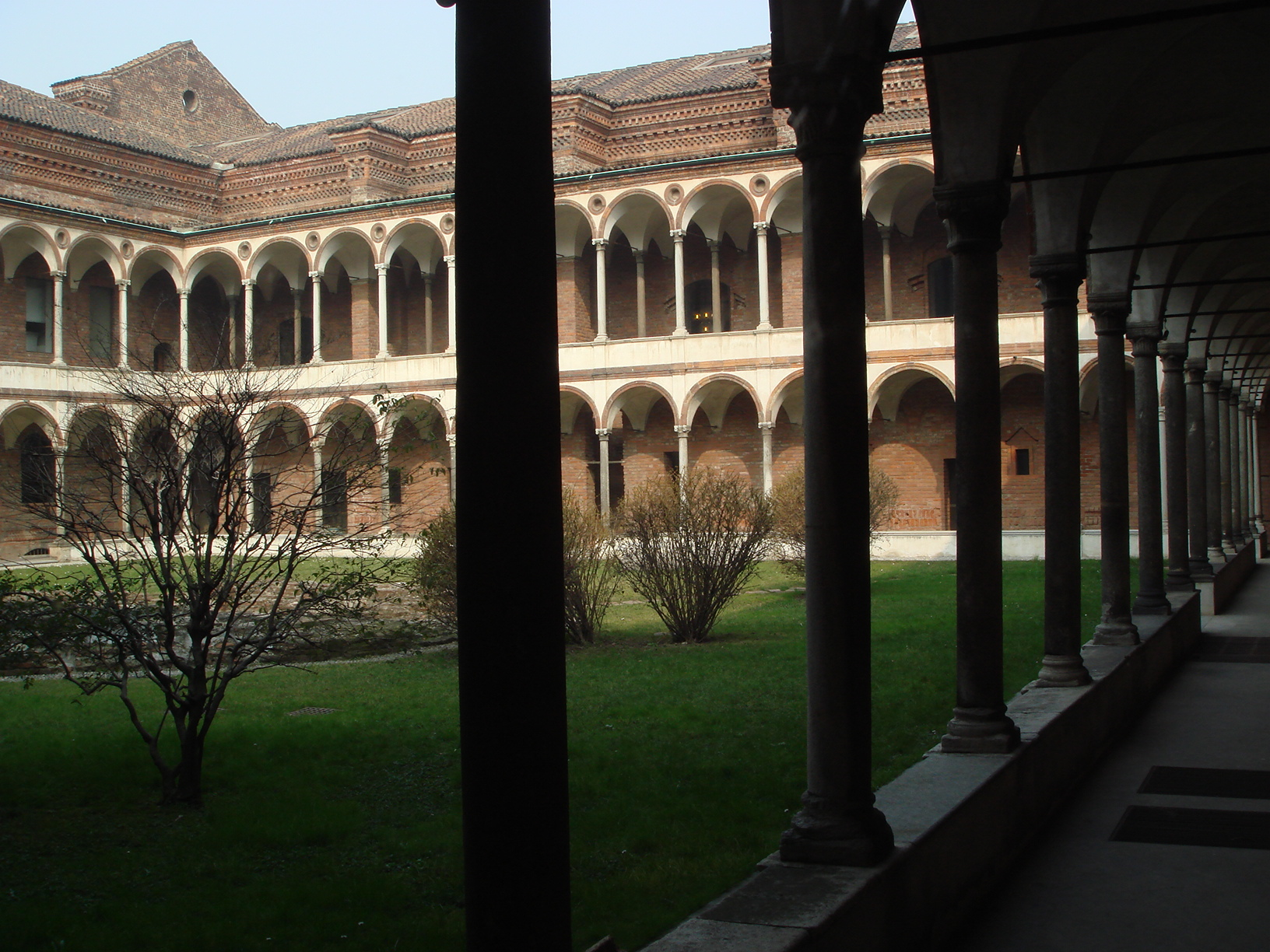
Ospedale Maggiore di Milano, cortile dei bagni
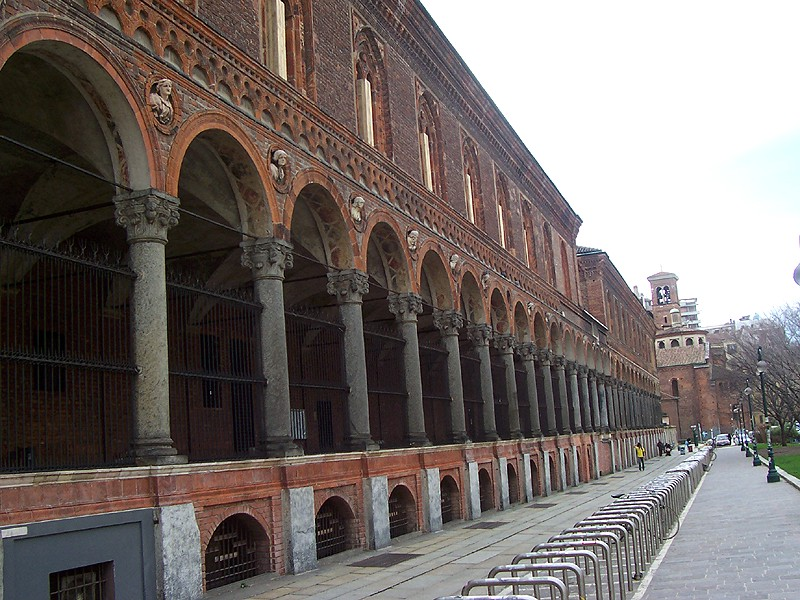
Ospedale Maggiore di Milano, facciata principale
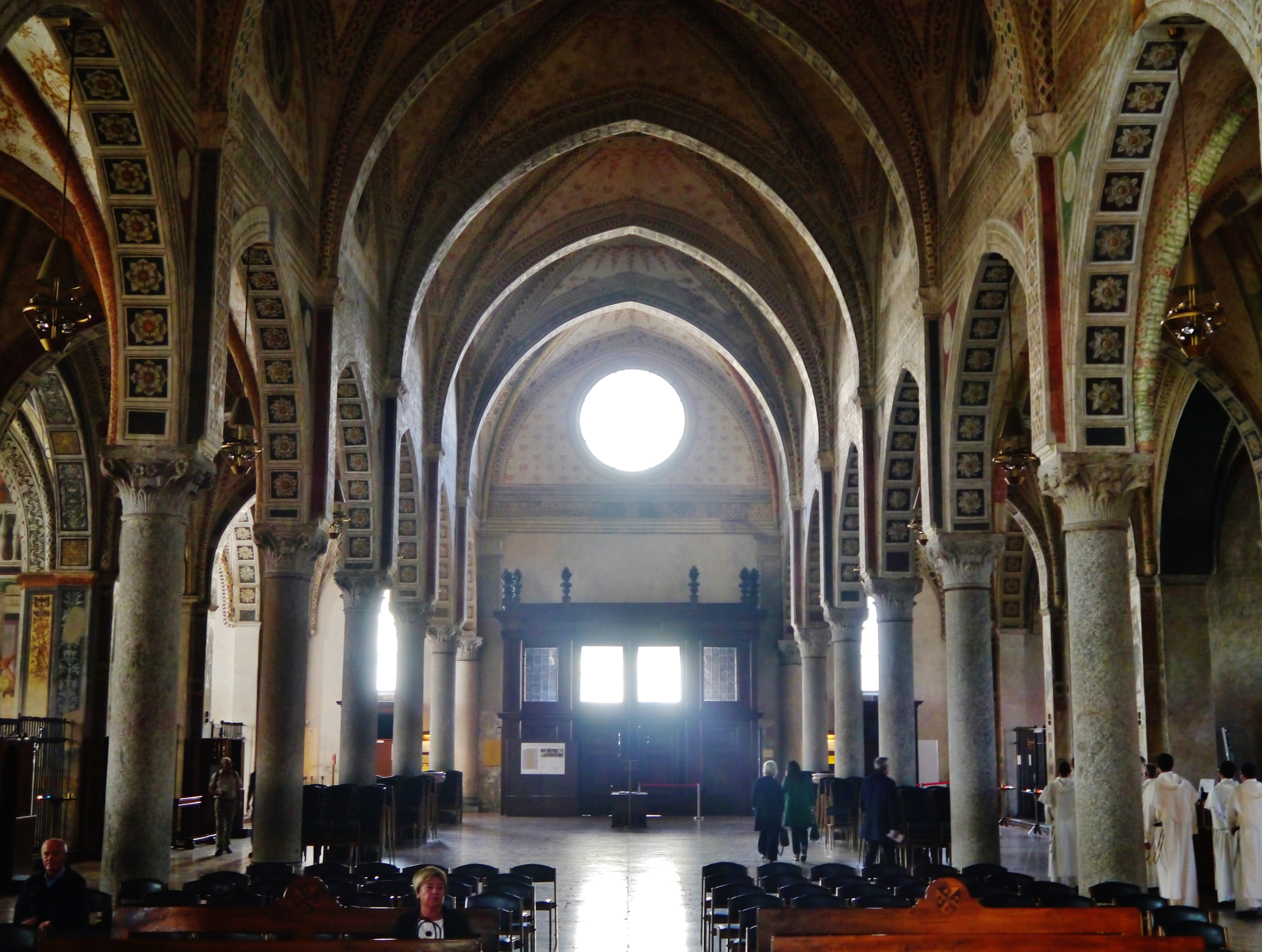
Chiesa di Santa Maria delle Grazie (Milano)
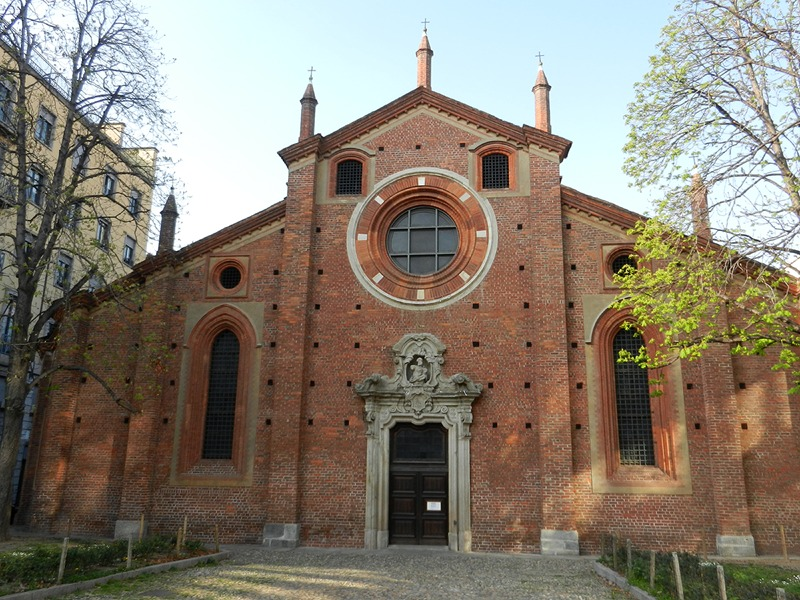
San Pietro in Gessate (Milano)

## Genealogia dei Solari da Carona
|                                                  |                                                  | | | | |                                                                     |                                                                     |                                                   |                                                   |
|                                                  |                                                  | | | Marco (menz. 1387-1405), architetto e scultore                                                                                         | |                                                                     |                                                                     |                                                   |                                                   |
|                                                  |                                                  | | | | |                                                                     |                                                                     |                                                   |                                                   |
|                                                  |                                                  | | | | |                                                                     |                                                                     |                                                   |                                                   |
|                                                  |                                                  | Alberto | Alberto | Giovanni (Campione d'Italia 1400 circa - Milano 1484 circa) ingegnere della Certosa di Pavia (1428-62) e del Duomo di Milano (1452-69) | Giovanni (Campione d'Italia 1400 circa - Milano 1484 circa) ingegnere della Certosa di Pavia (1428-62) e del Duomo di Milano (1452-69) | Pietro                                                              | Pietro                                                              |                                                   |                                                   |
|                                                  |                                                  | | | | |                                                                     |                                                                     |                                                   |                                                   |
|                                                  |                                                  | | | | |                                                                     |                                                                     |                                                   |                                                   |
|                                                  |                                                  | Guiniforte (o Boniforte) (Milano 1429 - ivi 1481) ingegnere della Certosa di Pavia (1462-81) e del Duomo di Milano (1459-81) | Guiniforte (o Boniforte) (Milano 1429 - ivi 1481) ingegnere della Certosa di Pavia (1462-81) e del Duomo di Milano (1459-81) | Francesco (attivo 1446-1469) architetto e scultore                                                                                     | Francesco (attivo 1446-1469) architetto e scultore                                                                                     |                                                                     | Bartolomeo o Bertola (?)                                            | Bartolomeo o Bertola (?)                          |                                                   |
|                                                  |                                                  | | | | |                                                                     |                                                                     |                                                   |                                                   |
|                                                  |                                                  | | | | |                                                                     |                                                                     |                                                   |                                                   |
| Maddalena nel 1476 sposò Giovanni Antonio Amadeo | Maddalena nel 1476 sposò Giovanni Antonio Amadeo | Francesco | Francesco | Pietro Antonio (Milano ? metà sec. 15º - Mosca 1493) Architetto e scultore                                                             | Pietro Antonio (Milano ? metà sec. 15º - Mosca 1493) Architetto e scultore                                                             | Cristoforo, detto il Gobbo (1467/1470 - 1524) architetto e scultore | Cristoforo, detto il Gobbo (1467/1470 - 1524) architetto e scultore | Andrea (circa 1460 - circa 1520) Pittore milanese | Andrea (circa 1460 - circa 1520) Pittore milanese |